# Eva Tauchenová
Eva Tauchenová, provdaná Holubářová (8. prosince 1928 Praha – 1. března 2008 Praha), byla česká filmová a divadelní herečka.

## Počátky
Narodila se v Praze, studovala konzervatoř, jejíž studium však přerušila a dala se na herectví. Z počátku kariéry účinkovala v divadlech v Karlových Varech a Pardubicích.

## Kariéra
Poprvé se objevila před kamerou v roce 1962 ve filmu Horoucí srdce. Následně si zahrála v několika známých českých filmech i seriálech, ke kterým patří Vrať se do hrobu!, Slunce, seno a pár facek nebo Divoké včely. Známou se však stala až na sklonku života, kdy jí do své trilogie založené na známých českých anekdotách s názvem Kameňák obsadil režisér Zdeněk Troška. Ztvárnila zde neúnavnou, život znechucující tchyni Ester Consteinovou.
Věnovala se také divadlu, rozhlasovým inscenacím a dabingu.

## Smrt
Zemřela 1. března 2008 v Praze na selhání srdce.

## Filmografie

### Filmy
- 1962 – Horoucí srdce
- 1987 – Dotyky, Citlivá místa
- 1989 – Vrať se do hrobu!, Slunce, seno a pár facek, Muka obraznosti
- 1996 – O třech rytířích, krásné paní a lněné kytli
- 1997 – O perlové panně
- 2000 – Začátek světa, Početí mého mladšího bratra
- 2001 – Divoké včely
- 2002 – Malá nesdělení
- 2003 – Kameňák
- 2004 – Kameňák 2
- 2005 – Kameňák 3

### Televizní filmy
- 1992 – Bydlela v hotelu U Andělů,
- 1994 – Marie Růžička
- 1996 – O princezně, která nesměla na slunce, O mrňavém obrovi
- 1998 – Stříbrný a Ryšavec
- 2001 – Naše děti
- 2002 – Poslání s podrazem
- 2004 – Když chcípne pes

### Seriály
- 1992 – Náhrdelník
- 1994 – O zvířatech a lidech, Detektiv Martin Tomsa
- 1996 – Na hraně
- 2007 – Velmi křehké vztahy